# Vatellus sahlbergi
Vatellus sahlbergi är en skalbaggsart som först beskrevs av Sharp 1882.  Vatellus sahlbergi ingår i släktet Vatellus och familjen dykare. Inga underarter finns listade i Catalogue of Life.